# Miss Chinese International
Miss Chinese International Pageant (Cinese: prima del 2007: 國際華裔小姐競選, dal 2007: 國際中華小姐競選) o MCI (Cinese: 華姐) per abbreviare, è un concorso di bellezza annuale, organizzato e trasmesso da TVB, principale canale televisivo di Hong Kong.
Il concorso è destinato alle donne cinesi o di origini cinesi, che vivono al di fuori della Cina, e vengono selezionate attraverso degli appositi concorsi regionali. Le partecipanti al concorso devono avere un'età compresa fra i diciassette ed i venticinque anni, anche se il limite è stato alzato a ventisette a partire dall'edizione del 2012.
Dal 2007, il concorso permette anche alle cittadine cinesi di partecipare, ed il concorso ha cambiato nome da 國際華裔小姐競選, traducibile letteralmente in "Miss International di origini cinesi" a 國際中華小姐競選 per riflettere il cambiamento, traducibile in Miss Chinese International. Nel 2009, si è avuto il numero record di delegate dalla Cina: undici, cioè più di un terzo del numero delle partecipanti complessive.

## Regioni partecipanti

### Africa
- Johannesburg,  Sudafrica (1992–2008)

### Americhe
America del Nord
- Calgary,  Canada (1988–2008)
- Chicago,  Stati Uniti (1989–presente)
- Edmonton,  Canada (1988–1993)
- Honolulu,  Stati Uniti (1995–2002)
- Los Angeles,  Stati Uniti (1993–2005)
- Montréal,  Canada (1998–presente)
- New York,  Stati Uniti (1993–presente)
- San Francisco,  Stati Uniti (1988–presente)
- Scarborough,  Canada (1988, 1991)
- Seattle,  Stati Uniti (1988–presente)
- Toronto,  Canada (1988–presente)
- Vancouver,  Canada (1988–presente)
- Victoria,  Canada (1989–1994)

America del Sud
- Lima,  Perù (2003–2006)

### Europa
- Amsterdam,  Paesi Bassi (2002–presente)
- Francoforte sul Meno,  Germania (2005)
- Hastings,  Inghilterra (1989–1991)
- L'Aia,  Paesi Bassi (2002)
- Londra,  Inghilterra (1989–2000)
- Parigi,  Francia (2008)
- Rotterdam,  Paesi Bassi (2007)
- Tubinga,  Germania (2009)

### Asia
- Bangkok,  Thailandia (1991–presente)
- Brunei (1993)
- Chongqing,  Cina (2008–2009)
- Foshan,  Cina (2007–presente)
- Guangdong,  Cina (2007–presente)
- Guangxi,  Cina (2007)
- Hangzhou,  Cina (2008–2009)
- Harbin,  Cina (2009)
- Heilongjiang,  Cina (2009)
- Hong Kong (1988–presente)
- Ipoh,  Malaysia (1993)
- Jilin,  Cina (2009)
- Johor,  Malaysia (1991)
- Kuala Lumpur,  Malaysia (1995–presente)
- Macao (1988–1998; 2009–presente)
- Manila,  Filippine (1988–presente)
- Nanchino,  Cina (2009)
- Nanning,  Cina (2007)
- Pechino,  Cina (2008)
- Penang,  Malaysia (1989–1992)
- Quezon City,  Filippine (1994)
- Singapore (1988–presente)
- Taipei,  (1988–2006)
- Wuhan,  Cina (2009)
- Zhengzhou,  Cina (2009)

### Oceania
- Auckland,  Nuova Zelanda (1992–presente)
- Brisbane,  Australia (1988–2005)
- Christchurch,  Nuova Zelanda (1993)
- Melbourne,  Australia (1988–presente)
- Sydney,  Australia (1988–presente)
- Tahiti,  Polinesia francese (1988–presente)

### Albo d'oro
| Anno | Data                        | Vincitrice                     | 1ª classificata                 | 2ª classificata                            | Miss Friendship                |
| ---- | --------------------------- | ------------------------------ | ------------------------------- | ------------------------------------------ | ------------------------------ |
| 1988 | 2 ottobre 1988              | Michele Monique Reis Hong Kong | Tammy Lee Seattle,              | Sharon Kwok San Francisco,                 | Tanya Lim Calgary,             |
| 1989 | 17 dicembre 1989            | Kit Wong Sydney,               | Monica Chan Hong Kong           | Guilhermina Madeira da Silva Pedruco Macao | Nessun premio dato             |
| 1990 | Posticipato a febbraio 1991 | Posticipato a febbraio 1991    | Posticipato a febbraio 1991     | Posticipato a febbraio 1991                | Posticipato a febbraio 1991    |
| 1991 | 10 febbraio 1991            | Leng Yen-Thean                 | Anita Yuen Hong Kong            | Hazel Cheung Montréal,                     | Deanna Leung Seattle,          |
| 1992 | 26 gennaio 1992             | Rosemary Chan Toronto,         | Amy Kwok Hong Kong              | Valerie Lee San Francisco,                 | Sherine Tsang Auckland,        |
| 1993 | 10 gennaio 1993             | Christy Chung Montréal,        | Emily Lo Hong Kong              | Elaine Barbara Der Vancouver,              | Nien-Chien Chang Seattle,      |
| 1994 | 23 gennaio 1994             | Saesim Pornapa Sui Bangkok,    | Diane Wang New York,            | I-Man Chao Seattle,                        | Lok-Sze Mui Manila,            |
| 1995 | 22 gennaio 1995             | Ku Hsiang-Ling Taipei,         | Darabhorn Bhakdeeratna Bangkok, | Edna Wei Los Angeles,                      | Gloria Hui Vancouver,          |
| 1996 | 27 gennaio 1996             | Siew-Kee Cheng                 | Melissa Ng San Francisco,       | Amy Chung (Detronizzata)[a] New York,      | Winnie Yeung Hong Kong         |
| 1997 | 26 gennaio 1997             | Monica Lo Toronto,             | San San Lee Hong Kong           | Kulzatri Konjanawan Bangkok,               | Wendy Giam Kuala Lumpur,       |
| 1998 | 25 gennaio 1998             | Louise Luk San Francisco,      | Lisa Vongthong Bangkok,         | Kalyane Tea Montréal,                      | May Ling Lai Chicago,          |
| 1999 | 14 febbraio 1999            | Michelle Ye New York,          | Janet Huang Los Angeles,        | Anne Heung                                 | Mable Wong Calgary,            |
| 2000 | 6 febbraio 2000             | Sonija Kwok                    | Tiffany Yang Los Angeles,       | Crystal Pan Vancouver,                     | Jessie Cheng Melbourne,        |
| 2001 | 20 gennaio 2001             | Bernice Liu Vancouver,         | Jennifer Huang Montréal,        | Vivian Lau                                 | Hsing-Ting Chiang Taipei,      |
| 2002 | 27 gennaio 2002             | Shirley Zhou Vancouver,        | Christie Bartram Toronto,       | Angela Foo Kuala Lumpur,                   | Marjorie Wu Honolulu,          |
| 2003 | 25 gennaio 2003             | Rachel Tan Kuala Lumpur,       | Tiffany Lam                     | Diana Wu Toronto,                          | Lola Gong Amsterdam,           |
| 2004 | 17 gennaio 2004             | Linda Chung Vancouver,         | Mandy Cho                       | Carlene Aguilar Manila,                    | Mandy Cho                      |
| 2005 | 29 gennaio 2005             | Leanne Li Vancouver,           | Fala Chen New York,             | Jessica Young Melbourne,                   | Jolene Chin Kuala Lumpur,      |
| 2006 | 21 gennaio 2006             | Ina Lu Johannesburg,           | Ginney Kanchanawat Bangkok,     | Annabelle Kong Kuala Lumpur,               | Annabelle Kong Kuala Lumpur,   |
| 2007 | 20 gennaio 2007             | Sarah Song Sydney,             | Ivy Lu Johannesburg,            | Sherry Chen Toronto,                       | Parichat Wisuthiphatt Bangkok, |
| 2008 | 26 gennaio 2008             | Océane Zhu Parigi,             | Kayi Cheung                     | Aileen Xu Chongqing,                       | Delaine Lee Calgary,           |
| 2009 | 17 gennaio 2009             | Christine Kuo Toronto,         | Skye Chan                       | Cici Chen Vancouver,                       | Skye Chan                      |
| 2010 | 5 novembre 2010             | Eliza Sam Vancouver,           | Belle Theng Kuala Lumpur,       | Candy Chang Toronto,                       | Lu Bai Foshan,                 |
| 2011 | Posticipato a gennaio 2012  | Posticipato a gennaio 2012     | Posticipato a gennaio 2012      | Posticipato a gennaio 2012                 | Posticipato a gennaio 2012     |
| 2012 | 15 gennaio 2012             | TBD                            | TBD                             | TBD                                        | TBD                            |

### Vittorie
| Città e nazione                      | Primo posto | Secondo posto | Terzo posto | Piazzamenti in top 3 | Anni di vittoria             |
| ------------------------------------ | ----------- | ------------- | ----------- | -------------------- | ---------------------------- |
| Vancouver, Canada                    | 5           | 0             | 3           | 8                    | 2001, 2002, 2004, 2005, 2010 |
| Toronto, Canada                      | 3           | 1             | 3           | 7                    | 1992, 1997, 2009             |
| Hong Kong                            | 2           | 9             | 2           | 13                   | 1988, 2000                   |
| Sydney, Australia                    | 2           | 0             | 0           | 2                    | 1989, 2007                   |
| Singapore                            | 2           | 0             | 0           | 2                    | 1991, 1996                   |
| Bangkok, Thailandia                  | 1           | 3             | 1           | 5                    | 1994                         |
| New York, Stati Uniti d'America      | 1           | 2             | 1           | 4                    | 1999                         |
| Kuala Lumpur, Malaysia               | 1           | 1             | 2           | 4                    | 2003                         |
| Montréal, Canada                     | 1           | 1             | 2           | 4                    | 1993                         |
| San Francisco, Stati Uniti d'America | 1           | 1             | 2           | 4                    | 1998                         |
| Johannesburg, Sudafrica              | 1           | 1             | 0           | 2                    | 2006                         |
| Parigi, Francia                      | 1           | 0             | 0           | 1                    | 2008                         |
| Taipei, Taipei                       | 1           | 0             | 0           | 1                    | 1995                         |
| Los Angeles, Stati Uniti d'America   | 0           | 2             | 1           | 3                    | N/A                          |
| Seattle, Stati Uniti d'America       | 0           | 1             | 1           | 2                    | N/A                          |
| Chongqing, Cina                      | 0           | 0             | 1           | 1                    | N/A                          |
| Macao                                | 0           | 0             | 1           | 1                    | N/A                          |
| Manila, Filippine                    | 0           | 0             | 1           | 1                    | N/A                          |
| Melbourne, Australia                 | 0           | 0             | 1           | 1                    | N/A                          |

### Riconoscimenti speciali
1988:
- Miss Photogenic: Michelle Reis (Hong Kong)

1989:
- Miss Oriental Charm: Kit Wong (Sydney)
- Brightest Smile: Kit Wong (Sydney)

1991:
- Miss Oriential Charm: Ann Ma (Edmonton)
- Miss Charm: Ann Ma (Edmonton)

1992:
- Miss Oriental Charm: Rosemary Chan (Toronto)
- Best Ethnic Dress: Amy Kwok (Hong Kong)
- Media's Favorite: Rosemary Chan (Toronto)

1993:
- Miss Handsome Looking: Christy Chung (Montréal)

1994:
- Miss Cool & Charming: Saesim Pornapa (Bangkok)

1995:
- Best in Swimsuit: Ku Hsiang Lin (Taipei)

1996:
- Miss Glamour: Pindogmai Kaimock (Bangkok)

1997:
- Miss Oriental Charm: Hannah Toh (Singapore)

1998:
- Miss Motherland: Louisa Luk (San Francisco)
- Best Costume: Lisa Wong (Bangkok)

1999:
- Miss Classic Beauty: Michelle Ye (New York)

2000:
- Miss Internet Popularity: Sonija Kwok (Hong Kong)
- Miss Vegas Gorgeous: Sonija Kwok (Hong Kong)

2001:
- Miss Internet Popularity: Mandy Chen (Brisbane)
- Miss Talent: Bernice Liu (Vancouver)
- Miss Cosmopolitan: Bernice Liu (Vancouver)

2002:
- Miss Svelte Beauty: Christie Bartram (Toronto)
- Miss Modern China: Shirley Yeung (Hong Kong)
- Miss Beauty and The Beast: Shirley Zhou (Vancouver)

2003:
- Miss Best Complexion: Kulaya Duangmanee (Bangkok)
- Miss Vitality: Grace Li (Manila)

2004:
- Miss Radiant Smile: Carlene Aguilar (Manila)

2005:
- Miss Gorgeous: Kate Tsui (Hong Kong)

2006:
- Miss Young: Ginney Kanchanawat (Bangkok)
- Ceramic Culture Ambassador: Tracy Ip (Hong Kong)

2007:
- International Charm Award: Carol Li (Pearl River)
- Miss Chinese Culture: Sarah Song (Sydney)

2008:
- Miss Young: Océane Zhu (Paris)

2009:
- Miss Young: Julie Lam (Tubinga)
- Oriental Charm Ambassador Award: Cici Chen (Vancouver)
- International Charm Ambassador Award: Christine Kuo (Toronto)

2010:
- Miss Home Beauty: Belle Theng (Kuala Lumpur)